# Isernia (pokrajina)
Pokrajina Isernia (talijanski: Provincia di Isernia) je talijanska pokrajina u regiji Molise. Glavni grad je Isernia.
Pokrajina na sjeveru graniči s Abruzzom (pokrajina L'Aquila i pokrajina Chieti), na istoku s pokrajinom Campobasso, na jugu s Kampanijom (pokrajina Caserta) i na zapadu s Lacijem (pokrajina Frosinone).
Na području pokrajine nalazi se Nacionalni park Abruzza, Lacija i Molise.

## Najveće općine
(stanje od 31. svibnja 2005.)
| Općina        | Stanovništvo |
| ------------- | ------------ |
| Isernia       | 21.526       |
| Venafro       | 11.468       |
| Agnone        | 5.674        |
| Frosolone     | 3.306        |
| Sesto Campano | 2.853        |

## Vanjske poveznice
- (tal.) Službena stranica  Arhivirana inačica izvorne stranice od 3. veljače 2011. (Wayback Machine)